# Microstylum basirufum
Microstylum basirufum là một loài ruồi trong họ Asilidae. Microstylum basirufum được Bigot miêu tả năm 1878. Loài này phân bố ở miền Ấn Độ - Mã Lai.